# Gérard Listrius
Gérard Listrius (orthographié parfois Lystrius ou dénommé Lyster) est un contemporain et un disciple d'Érasme. Il  est né à Rhenen, dans la province d'Utrecht.
L'année de sa naissance est inconnue ; les conjectures varient de 1470 à 1490, mais cette dernière date semble la plus probable. De toute façon, il était présent à l'école Saint-Lebuin à Deventer, alors qu'Alexander Hegius (mort en 1498) était toujours vivant.

## Biographie
Le 27 février 1506 il s'inscrit à l'université de Louvain, où Jean Desmarez fut un de ses professeurs. Plus tard, il continue ses études à Cologne avec Jean Caesarius. Le 8 avril 1514 il est diplômé docteur en médecine à Pavie. En août 1514 il étudie la médecine à Bâle, où il a fait la connaissance d'Érasme, qui l'apprécie. Listrius contribue à la traduction de plusieurs œuvres de Plutarque et plus tard il corrige l'édition de 1515 de l'Adagia pour le compte de l'imprimeur Jean Froben. En mars 1515 Froben a aussi publié une nouvelle édition de Moria, avec un commentaire qui apparaît sous le nom de Listrius, et qui est dédié à Jean Desmarez. Bien qu'Érasme attribue ce commentaire à Listrius, sa lettre à Martin Bucer de mars 1532 indique qu'il a vraiment commencé le commentaire lui-même car Listrius était incapable d'effectuer rapidement ce travail. Grâce à Érasme, Listrius devient un familier de Ulrich Zasius et de Thomas More.
En 1516, Listrius est nommé recteur de l'école de Zwolle et il quitte Bâle. Pourtant, il  désire maintenir le contact avec Érasme et il lui écrit plusieurs lettres. Pendant quelque temps au moins il vit dans la Maison des Frères  de Jan Koechman. Ayant inauguré ses leçons avec Oratiuncula halvita in coetu scholasticorum Svollensium, il prend ses nouvelles fonctions avec beaucoup d'enthousiasme. Il a appris le latin, le grec et l'hébreu, aussi introduit-il le grec dans son école. Avec l'imprimeur Simon Corver, il publie de nombreux livres scolaires, comme De figuris et tropis (le 1er décembre 1519), dédié à Gérard de Kloster, De octo figuris constructionis et Commentarioli in dialecticen Petri Hispani, dédié à Gozewij de Halen. Il a aussi corrigé plusieurs travaux d'Érasme pour Corver, y compris Sileni Alcibiadis.
Vers 1519 Listrius s'est marié avec une certaine Justine, ce dont Érasme l'a félicité cordialement. En 1520 Érasme se fait témoin de la rumeur disant qu'un malheur est arrivée à Justina et que Listrius en a renoncé à enseigner le grec ; cette rumeur s'est révélée fausse.
La vie de Listrius à Zwolle est difficile, car au cours des ans il a été impliqué dans deux affaires. D'abord, Listrius a été soupçonné par certains d'avoir empoisonné Johannes Murmellius, qui avait été son assistant en 1517, et qui l'avait par la suite attaqué dans l' Epigrammata paraenetica, publié seulement quelques semaines avant sa mort le 2 octobre 1517. Malgré les conseils d'Érasme, Listrius  ne se défend pas ; il écrit  Carmen in malas et venenosas linguas. Peu de temps après, Listrius entre en conflit avec les Dominicains de Zwolle sur la question de la Réforme. La correspondance que Listrius avait avec Martin Luther et ses rapports avec Corver, qui a publié plusieurs écrits de Luther et de Wessel Gansfort, le rendent susceptible d'hérésie. Sa contre-attaque, l'Epistola theologica ... adversus Dominicanos Svollenses n'a pas fait taire ses adversaires, et cette ambiance est sûrement responsable de son départ de Zwolle.
Alors que Corver a complètement disparu des Pays-Bas, Listrius accepte le Rectorat de l'école latine d'Amersfoort en septembre 1522. À partir de ce moment, on n'entend plus parler de lui.

## Sources
- (en) Contemporaries of Erasmus. A biographical register of the 	Renaissance and Reformation. University of Totonto Press 1985, 	reprinted 1995.  (ISBN 0-8020-2507-2). pp. 335-336. 	lire en ligne